# Adventures in Wonderland
 (mai 2020).
Adventures in Wonderland est une série télévisée musicale américaine diffusée en direct avec des marionnettes de 107 épisodes de 26 minutes. Cette série est basée sur Alice's Adventures in Wonderland et Through the Looking-Glass de Lewis Carroll. Dans la série, Alice, a été dépeinte comme une fille qui peut aller et venir du pays des merveilles simplement en traversant son miroir.

## Synopsis
Chaque épisode commence avec Alice en butte à des problèmes différents et consultant son chat Dinah. Afin de trouver les réponses dont elle a besoin pour traverser une situation, elle passe par son miroir qui l'emmène au Pays des Merveilles où elle participe à d'étranges aventures avec ses habitants qui tournent autour de la situation à laquelle elle fait face à la maison.

## Distribution
- Elisabeth Harnois : Alice
- Armelia McQueen : The Red Queen
- Patrick Richwood : The White Rabbit
- John Robert Hoffman : The Mad Hatter
- Reece Holland : The March Hare
- Robert Barry Fleming et Harry Waters Jr. : Tweedledum et Tweedledee
- Wesley Mann : La Chenille
- Richard Kuhlman : The Cheshire Cat
- John Lovelady : The Dormouse

## Source
- (en) Cet article est partiellement ou en totalité issu de l’article de Wikipédia en anglais intitulé « Adventures in Wonderland » (voir la liste des auteurs).